# Illdåd planeras?
Illdåd planeras? (originaltitel: Suspicion) är en amerikansk thrillerfilm från 1941 i regi av Alfred Hitchcock. Den bygger på Anthony Berkeleys bok Before the Fact som utgavs 1932 under pseudonymen "Francis Iles".

## Handling
Lina McLaidlaw (Joan Fontaine) gifter sig trots avrådan med den charmige Johnnie Aysgarth (Cary Grant). Johnnie visar sig dock snart vara pank och ha problem med sin ekonomi, och att han tänkt leva av Linas förmögne fars tillgångar. Lina börjar snart misstänka att Johnnie vill ta kål på henne för att få ut livförsäkringen.

## Rollista
- Cary Grant - Johnnie Aysgarth
- Joan Fontaine - Lina McLaidlaw Aysgarth
- Cedric Hardwicke - general McLaidlaw
- Nigel Bruce - "Beaky"
- May Whitty - Martha McLaidlaw
- Isabel Jeans - fru Newsham
- Heather Angel - Ethel
- Reginald Sheffield - Reggie Wetherby
- Leo G. Carroll - kapten George Melbeck

## Om filmen
Hitchcock gör en sedvanlig cameoroll i filmen. Ungefär tre kvart in i filmen kan han ses posta ett brev på byns postlåda.